# Chetāq
Chetāq (persiska: چِطاق, چِتاق, چَتاق, چتاق, Cheţāq) är en ort i Iran.   Den ligger i provinsen Kurdistan, i den nordvästra delen av landet, 400 km väster om huvudstaden Teheran. Chetāq ligger 2 146 meter över havet och antalet invånare är 282.
Terrängen runt Chetāq är huvudsakligen kuperad, men åt sydost är den platt. Terrängen runt Chetāq sluttar söderut.Runt Chetāq är det ganska glesbefolkat, med 23 invånare per kvadratkilometer. Närmaste större samhälle är Khvosh Maqām, 18,9 km sydväst om Chetāq. Trakten runt Chetāq består i huvudsak av gräsmarker.